# Kiyoshi Tanabe
Pour les articles homonymes, voir Tanabe.
Kiyoshi Tanabe (田辺清, Tanabe Kiyoshi) est un boxeur japonais né le 10 octobre 1940 à Aomori.

## Carrière
Sa carrière amateur est marquée par une médaille de bronze remportée aux Jeux olympiques d'été de 1960 à Rome dans la catégorie poids mouches et par une médaille d'or aux Jeux asiatiques de 1962 à Jakarta en poids coqs.